# آتش‌بازی (فیلم ۱۹۵۳)
آتش‌بازی (به انگلیسی: Eaux d'Artifice) فیلمی ۱۲ دقیقه‌ای به کارگردانی کنت انگر است.